# لب الغدة الكظرية

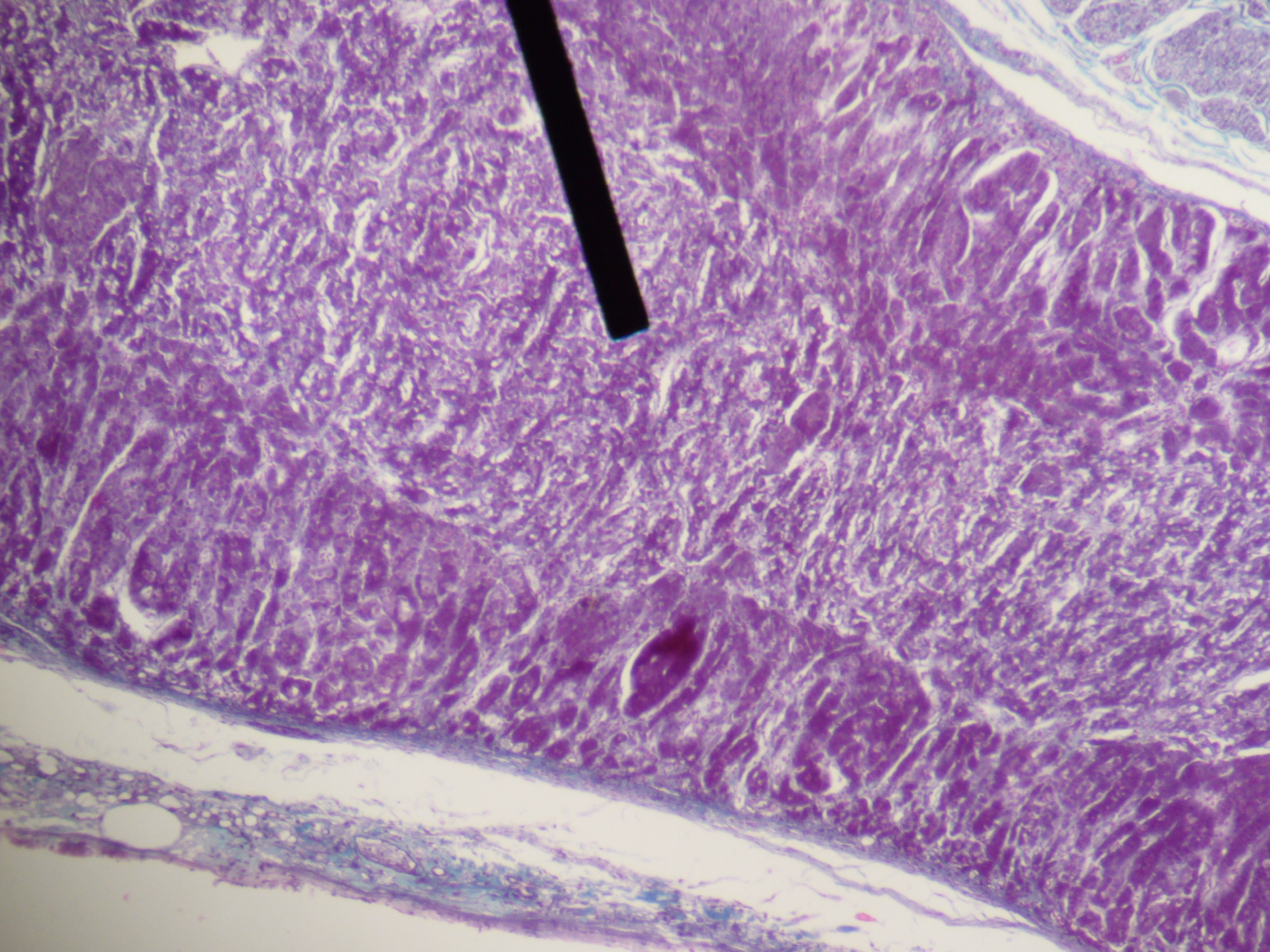
يظهر الجزء النخاعي من الغدة الكظرية (على المؤشر).

نخاع الغدة الكظرية أو كما يُعرف بـ (لب الغدة الكظرية) هو جزء من الغدة الكظرية. ويقع في منتصف الغدة، وتحيط به القشرة الكظرية. يُعد لب الكظر أعمق جزء من الغدة الكظرية، ويتكون من خلايا تفرز الأدرينالين (الإبينيفرين) والنورايبنفرين (نورأدرينالين) وكميات صغيرة من الدوبامين نتيجة تعرضها للتحفيز من قبل العصبونات قبل العقدية الودية.

## معلومات أساسية
يتكون لب الكظر من خلايا غير منتظمة الشكل تتواجد على هيئة مجموعات حول الأوعية الدموية. وتتصل هذه الخلايا اتصالاً وثيقًا بالقسم الودي من الجهاز العصبي الذاتي (إيه إن إس). وهذه الخلايا اللبية الكظرية هي في الواقع عصبونات بعد عقدية معدلة تؤدي إليها الألياف العصبية التلقائية قبل العقدية التي تأتي من الجهاز العصبي المركزي مباشرة. ويعمل لب الكظر على زيادة معدلات الطاقة المتوفرة وسرعة ضربات القلب وعملية التمثيل الغذائي.

## الوظيفة
تقوم خلايا لب الكظر بإفراز الهرمونات بدلاً من إطلاق نواقل عصبية.
وحيث إن المكون الأساسي للب الكظر هو الخلايا أليفة الكروم المسؤولة عن إفراز الهرمونات، يُعد لب الكظر الموضع الرئيسي الذي يتم فيه تحويل تيروزين الحمض الأميني إلى كاتيكولامينات الإبينيفرين والنورايبنفرين والدوبامين.
ومن الممكن أن تتم عملية إفراز الهرمونات بشكل سريع نتيجة لتحكم الجهاز العصبي الذاتي، وخاصة القسم الودي، بشكل مباشر في الخلايا أليفة الكروم.
ونتيجةً لبعض الضغوط مثل ممارسة التمارين الرياضية أو الشعور بالخوف لخطر وشيك، تقوم الخلايا اللبية بإفراز الهرمونات الكاتيكولامينية في الدم بنسبة أدرينالين إلى نورأدرينالين تبلغ 17:3.
تشمل آثار الأدرينالين والنورأدرينالين الملحوظة ما يلي: زيادة سرعة القلب وارتفاع ضغط الدم وانقباض الأوعية الدموية في الجلد والجهاز الهضمي وانبساط العضلات الملساء (القصيبات والشعيرات الدموية) وزيادة معدل التمثيل الغذائي، وكل هذه الآثار من خصائص نظرية الكر والفر في استجابة الإنسان. حيث تعمل الدوافع العصبية على تحفيز الخلايا لإفراز الهرمونات الكاتيكولامينية، ومن ثم تستقبلها مستقبلات الكاتيكولامينات المنتشرة في كافة أنحاء جسم الإنسان.

## الأصل
تنشأ الخلايا اللبية أو النخاعية من العرف العصبي الجنيني وبالتالي فإنها تعد عصبونات معدلة.
وهي على وجه التحديد خلايا بعد عقدية معدلة بالجهاز العصبي الذاتي، وهي فاقدة للمحاوير والتغصنات وتتلقى التعصيب من الألياف قبل العقدية المشابهة. وتشكل هذه الخلايا تجمعات حول الأوعية الدموية الكبيرة.
علاوة على ذلك، وبما أن التشابكات بين الألياف قبل العقدية والألياف بعد العقدية تُعرف باسم العُقْد، فإن لب الكظر يعد إحدى عقد الجهاز العصبي الودي.

## الأمراض
تشمل الأورام التي تصيب هذه المنطقة ما يلي:
- ورم القواتم (هو الأكثر شيوعًا)، وهو ورم لب الكظر الذي يفرز الكاتيكولامينات
- ورم الخلايا البدائية العصبية، وهو ورم عصبي صماوي يصيب أي نسيج من العرف العصبي في الجهاز العصبي الودي
- الورم العصبي العقدي، وهو ورم في الخلايا العصبية بالجهاز العصبي المحيطي

## روابط خارجية
- صور تشريحية:40:04-0202 في مركز داونستيت الطبي التابع لجامعة نيويورك - "Posterior Abdominal Wall: Blood Supply to the Suprarenal Glands"
- Anatomy Atlases - Microscopic Anatomy, plate 15.292 - "Adrenal Gland"